# バスキ・プルナマ
バスキ・チャハヤ・プルナマ（インドネシア語: Basuki Tjahaja Purnama、中国語: 鍾萬學、1961年6月21日 - ）は、インドネシアの政治家。同国のジャカルタ特別州知事を務めた。客家出身であり、客家語での通称はアホック（客家中国語:阿学）。
プロテスタントのキリスト教徒。

## 来歴
1966年6月29日にバンカ・ブリトゥン州マンガルにて生まれた。ジャカルタへ移住後、トリサクティ大学にて資源技術を専攻した。1989年に地質工学の理学士を卒業後、採掘契約を扱う会社を設立する為に故郷に戻った。
会社で2年間働いた後、彼はジャカルタのプラセトエイヤ モレヤ 経済ビジネススクールに入学、財務管理を専攻した。卒業後はPT Nurindra Ekapersadaの管理職として外資に対する工場の誘致などを実施した。

## 政治経歴
故郷のブリトゥンでNew Indonesia Party of Struggle所属の政治家として働き始め、ブリトゥン州の委員長を勤めた。その後、ジャカルタでも活動を始める。
2012年、ジョコ・ウィドドと共にジャカルタ特別州知事選に出馬、副知事として就任する。副知事の活動としてはジャカルタ首都圏の他の首長と協議し、ジャカルタの渋滞や洪水問題に直結する各県・市のインフラ整備を支援する事を決めた。具体的にはトランスジャカルタのバスレーンを州外へ延長する事業や、ブカシ市で東放水路（KBT）に接続する放水路の新設、ボゴール県の貯水池整備などが支途として検討されている。
2014年9月10日、2014年インドネシア大統領選挙の対立候補であったプラボウォ・スビアントが率いるグリンドラ党を離党すると発表し、同日離党届を提出、受理された。同党主導の野党・メラプティ連合が地方首長選挙改正案で間接選挙導入を主張していることに抗議、幾度も直接選挙で選ばれた自身の存在を否定する方針と糾弾し反旗を翻した。
2014年11月19日、ジョコの大統領就任に伴い、ジャカルタ特別州知事に就任した。。初の華人でキリスト教徒の知事就任に関して、イスラーム教徒強硬派イスラム擁護戦線が集団抗議した。ジョコと共に行った官僚機構改革を引き継ぎ、2015年1月2日には約2,000の管理職ポストを廃止し、管理職員を一般職員に降格した。
2017年4月の知事選期間中にイスラム教聖典クルアーンの一節に触れたことが宗教冒涜罪にあたるとして起訴され、5月9日に有罪判決を受けた。

## 関連リンク
- 公式ウェブサイト
- Tjahaja Purnama/ Basuki Tjahaja Purnama (Basuki Tjahaja Purnama) - Facebook